# 黑毛多枝黄耆
黑毛多枝黄耆（学名：Astragalus polycladus var. nigrescens）为豆科黄耆属下的一个变种。

## 扩展阅读
- 維基物種上的相關：黑毛多枝黄耆